# Cemitério do Santíssimo Sacramento de Oeiras
O Cemitério do Santíssimo Sacramento de Oeiras, cujas denominações também são Cemitério Velho de Oeiras ou ainda Cemitério da Irmandade do Santíssimo Sacramento, é um cemitério brasileiro do século XIX localizado em Oeiras, no estado brasileiro do Piauí.

## História
De acordo com pesquisas acadêmicas nas áreas de arqueologia e história o cemitério teve sua construção iniciada no século XIX Cemitério da Irmandade do Santíssimo Sacramento após obter a autorização do poder público. A capela cemiterial foi erguida na década de 60, do Século XIX, por iniciativa do cônego João de Souza Martins.